# Jan II. z Lichtenštejna-Murau
Jan II. z Lichtenštejna-Murau (německy Johann II., Herr zu Liechtenstein-Murau) byl rakouský šlechtic z rodu Lichtenštejnů, pán z Lichtenštejna. 

## Život
Narodil se jako syn Jana I. z Lichtenštejna-Murau a jeho manželky Anny Ptujské. 